# 옥서면
옥서면(沃西面)은 전북특별자치도 군산시의 서남부에 위치한 면이다.

## 개요
옥서면에는 군산공항이 있으며, 과거에는 서쪽으로 황해와 접했으나, 현재는 새만금 방조제가 축조되어 거대한 인공 호수(새만금호)와 접하고 있다.

## 연혁
- 1985년 10월 : 옥구군 옥구읍 서부출장소[1]
- 1989년 4월 1일 : 옥구군 옥서면으로 승격
- 1995년 1월 1일 : 군산시와 옥구군의 통합으로 군산시 옥서면이 됨.

## 행정 구역
| 법정리 | 한자명 | 행정리 | 비고 |
| ------ | ------ | ------ | ---- |
| 옥봉리 | 玉峰里 |        |      |
| 선연리 | 仙緣里 |        |      |